# Рон Андрюфф
Рон Андрюфф (англ. Ron Andruff; нар. 10 липня 1953, Порт-Альберні, Британська Колумбія, Канада) — канадський хокеїст, нападник.

## Кар'єра
Рон був обраний драфті НХЛ 1973 у другому раунді під 32 номером клубом «Монреаль Канадієнс». У тому ж році клубом «Вінніпег Джетс» ВХА був обраний упершому раунді під 11 номером. Андрюфф вирішив обрати НХЛ, але перші три роки грав за фарм-клуб «Канадієнс» з Нової Шотландії «Вояджерс» (Американська хокейна ліга), у складі «Монреаль Канадієнс» за цей час зіграв шість матчів. Тільки після переїзду до Денверу, де виступав у складі «Колорадо Рокіз», за три сезони набрав 55 очок у 147 матчах.
У сезоні 1978/79 Рон виступав за клуби АХЛ «Філадельфії Файрбьордс» та «Нью-Гейвен Найтгоукс», влітку 1979 переїхав до Німеччини. У Мангеймі він провів найуспішніші сезони 1979/80 та 1980/81 років, ставши чемпіоном Німеччини у першому сезоні та провівши загалом 101 матч та набравши 177 очок (87 + 90). У сезоні 1981/82 він завершив кар'єру відігравши чотири матчі за Дюссельдорф ЕГ, набрав 4 очка (1 + 3).

## Нагороди та досягнення
- 1976 АХЛ-перша All-Star Team
- 1976 Нагорода Леса Каннінгема — MVP сезону
- 1976 Кубок Колдера у складі «Нова Шотландія Вояджерс»
- 1980 чемпіон Німеччини у складі «Маннхаймер ЕРК»

## Різне
Після завершення кар'єри хокеїста працює в Нью-Йорку, у нього власна компанія.